# 伪满洲国综合法衙旧址
伪满洲国综合法衙旧址，位于中国吉林省长春市新民大街8号（空军461医院），为一个省级文物保护单位，类型为近现代史迹及代表性建筑，公布时间为1999年2月26日。该文物保护单位由使用单位管理。